# Gig Sims
Gregory George Patrick Sims, detto Gig (Redondo Beach, 17 marzo 1958), è un ex cestista statunitense, professionista in Italia, Israele e Spagna.

## Carriera
Ha militato, nei primi anni ottanta, anche nel campionato italiano. Longilineo e di pelle bianca, in campo ha ricoperto il ruolo di ala grande o ala-pivot. Dotato di un fisico reattivo che gli ha permesso di vincere per due anni di seguito la classifica di miglior stoppatore della serie A2, con 3,1 stoppate di media, e di posizionarsi ai primi posti nei rimbalzi difensivi (media 7,9) e offensivi (4,1), Sims si è proposto come un eccellente schiacciatore e veloce punto di riferimento nel gioco difensivo, ruolo perfettamente integrato in una squadra - quella riminese dell'epoca - che faceva del contropiede l'arma migliore. Queste sue caratteristiche sopperivano alla non eccelsa precisione nel "tiro da fuori" (media 46%) - nel regolamento italiano non esisteva ancora il tiro da tre punti - e ad una certa approssimazione anche nello stesso tiro libero (media 52%).
Studente all'UCLA (University of California, Los Angeles), Sims viene scelto al settimo giro del Draft NBA 1980 dai Portland Trail Blazers con il numero 10 (148ª scelta assoluta). Suo compagno di studi universitari è il coetaneo Kiki Vandeweghe (destinato a una lunga carriera tra i professionisti e scelto come 11º al primo giro dai Dallas Mavericks). Inoltre, come numero 15 - sempre al primo giro delle scelte 1980 - i San Antonio Spurs individuano quel Reggie Johnson che dal campionato 1984-85 prenderà proprio il posto di Sims nel Basket Rimini. Prima scelta assoluta per il 1980 è Joe Barry Carroll, anch'egli successivamente stella del campionato italiano 1984-85 nella Olimpia Milano.
Subito dopo aver lasciato l'università, Sims si iscrive nel gruppo sportivo Athletes in Action (facente parte dell'organizzazione religiosa americana Campus Crusade for Christ). Durante la Summer Pro League giocata con i Denver Nuggets, Sims riceve la proposta da parte di un agente di spostarsi in Italia, a Rieti, a sua volta segnalato dal giocatore Tony Zeno (già in forza alla AMG Sebastiani Rieti). Il test con la società laziale non va a buon fine ma Sims trova comunque un ingaggio a Rimini.
Giocatore spettacolare e idolo dei giovanissimi tifosi per i gesti atletici (stoppate e schiacciate) quasi acrobatici, Sims esordisce nella serie A2 italiana nell'autunno 1982, in coppia con il connazionale Bill Collins. La società riminese è all'epoca allenata da Paolo Rossi.
L'anno successivo, Sims si ritrova sotto le plance con Ernst Wansley in una squadra rivoluzionata e giovanissima, guidata da Piero Pasini. Superate a fatica le prime difficoltà d'inizio campionato, dovute soprattutto al recupero fisico successivo alla frattura dello scafoide occorsa nella tarda estate 1983, Sims nei primi mesi del campionato 1983-84 non riesce a raggiungere un livello psicofisico adeguato alle prestazioni richieste ad un giocatore statunitense (il regolamento cestistico dell'epoca limitava, infatti, a due gli stranieri presenti nella rosa), trascinando con sé in un dramma sportivo l'intera squadra. Man mano che il Basket Rimini perde incontri, scivolando verso le parti basse della classifica, sempre più pressante si fa la volontà della società di sostituire Sims, "tagliandolo" a favore di un nuovo giocatore americano (deteriorando quindi ulteriormente, in una paradossale reazione a catena psicologica, lo stato di salute e di tranquillità dell'ala riminese).
Improvvisamente (soprattutto per merito dell'appassionato e incondizionato supporto dei tifosi al giocatore californiano in evidente crisi), le prestazioni sportive di Sims ricominciano a raggiungere livelli insperati - addirittura superiori alla stagione precedente. Con lui rinasce di colpo l'intero team riminese che, oltre alla prima promozione in A1 della sua storia, riesce - unica squadra proveniente dalla serie minore - a portare allo spareggio play-off la quinta classificata assoluta nella massima serie italiana, la Basket Livorno.
Nonostante il risultato conseguito con il Basket Rimini, l'anno successivo Sims non viene riconfermato: al suo posto viene ingaggiata l'ala Reggie Johnson, stella NBA dei New Jersey Nets; Johnson, che risulterà essere uno dei migliori stranieri di sempre, era stato a sua volta coinvolto in maniera rocambolesca come sostituzione della neo-prima scelta NBA Michael Cage, rientrato improvvisamente negli Stati Uniti in pieno agosto 1984 (nonostante un contratto firmato con la compagine romagnola) per giocare con i Los Angeles Clippers.
Per un malinteso occorso fra società e giocatore (relativamente alla proprietà del cartellino), dal campionato 1984-85 Sims non può più giocare in Italia, anche a seguito di un'operazione al piede: trova quindi un ingaggio presso l'Hapoel Galil Elyon in Israele, dove gioca due stagioni. Dal 1986 al 1988, Sims si trasferisce in Spagna per giocare prima nel Valvi Girona, poi nella squadra dell'Andorra (militante nel campionato spagnolo).
Sims abbandona il professionismo nel 1989, a seguito dei sempre più frequenti dolori alla schiena.